# Haplochromis hiatus
Haplochromis hiatus är en fiskart som beskrevs av Hoogerhoud och Witte, 1981. Haplochromis hiatus ingår i släktet Haplochromis och familjen Cichlidae. IUCN kategoriserar arten globalt som akut hotad. Inga underarter finns listade i Catalogue of Life.